# Цитадель (Сент-Екзюпері)
Цитадель (фр. Citadelle) – незавершений твір французького письменника, гуманіста, авіатора Антуана де Сент-Екзюпері, виданий після його смерті, у 1948 році видавництвом Галлімар.

## Історія створення
Твір був розпочатий автором у 1936 році і розвивався разом із написанням інших його книг: «Земля людей», «Маленький принц», «Записки військового льотчика ». Екзюпері вважав, що не закінчить його ніколи. Чернетки «Цитаделі» зберігалися в окремій валізі у вигляді рукописних сторінок. Твір був впорядкований французьким літератором Мішелем Кенелем на прохання родини Екзюпері та вперше опублікований у 1948 році.

## Сюжет
Твір написаний від першої особи та містить багато притч і афоризмів.                                                                                                                                                                                 Син володаря уявної імперії кочовиків з пустелі Сахара згадує повчання свого батька. В його спогадах – батькова мудрість щодо побудови могутньої держави, опорою якості якої повинно бути завзяття праці та відданість. На думку батька, людині та народам для набуття зрілості, потрібно творити та віддавати: «…який відтворює себе в предметі, тож і стає завдяки цьому вічним і вже не боїться смерті».                                                                                                                                                                                                                                            Та крім батькових настанов, молодий правитель спирається на власний досвід управління, аналізує його, щоб зрозуміти зв’язок між людьми, відносини в суспільстві та, зрештою, сенс життя. І по завершенню своєї праці, промовляє подумки: «…ти, Господи, - спільна міра для нас…».